# KVV Zwaluwen Olmen

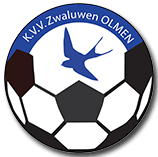

KVV Zwaluwen Olmen is een Belgische voetbalclub gelegen in een klein dorpje genaamd Olmen. De club werd opgericht op 1 mei 1934. De clubkleuren zijn blauw en wit. De aartsrivaal van "De Zwaluwen" is "Verbroedering Balen", de wedstrijd tussen deze clubs wordt in Olmen gezien als "De Derby Der Derby's". Sommige fans noemen het ook "De match van het jaar". 

## Geschiedenis
Zwaluwen olmen is opgericht op 1 mei 1934. Ze zijn gestart aan hun competitie avontuur in het seizoen 1935-1936. Hierbij kwamen ze uit op een negende plaats in 3de provinciale. In dit seizoen scoorde de olmenaren amper 6 keer en kregen er 67 binnen. Ze eindigden het seizoen met 2 punten, deze punten kregen ze voor een overwinning in die tijd. 
Van 1936-1940 speelden de olmenaren nog steeds in 3de provinciale, ze speelden tijdens en na de oorlog even in 2de gewestelijke maar gingen al snel terug naar 3de provinciale. De club behaalde haar eerste competitietitel in het seizoen 1949-1950, ze scoorde 70 doelpunten en beëindigde het seizoen met puntentotaal van 43 op 48. 
In 1955 degradeerde de club terug naar 3de provinciale, maar behaalde in 1957 terug de titel waardoor ze terug promoveerde. Van 1957 tot 1970 bleven ze schommelen in 2de en in 3de provinciale. Tussen 1970 en 1980 kwamen ze door een degradatie terug terecht in 4de provinciale, maar ze promoveerde ook weer zodat ze terug in 3de kwamen. Ondertussen werd de naam veranderd naar KVV Zwaluwen Olmen en van 1981 tot 1990 zaten ze terug op het niveau van 2de en 3de provinciale. 
Tussen 1990 en 2000 degradeerde de club maar liefst 3 keer waardoor ze de eeuw afsloten in 4de provinciale. In 2001 werd er gepromoveerd naar 3e provinciale, en in 2004 moest de ploeg een stapje terug naar 4e provinciale. Vanaf 2004 behaalde de club mooie resultaten in 4de provinciale en beëindigde elk seizoen in de linker kolom van het klassement. In het seizoen 2014-2015 promoveerde ze naar 3de provinciale. En na een kort verblijf van 2 seizoenen, promoveerde de club terug naar 2de provinciale waar het tot op het heden nog steeds actief is.